# Kay Bruhnke
Kay Patrick Bruhnke (* 15. Juli 2001 in Weiden) ist ein deutscher Basketballspieler.

## Laufbahn

### Vereinskarriere
Bruhnke durchlief zunächst die Jugendabteilung des DJK Neustadt an der Waldnaab und spielte in der Saison 2014/15 zusätzlich in Bayreuth in der Jugend-Basketball-Bundesliga (JBBL). Im Sommer 2015 wurde er in der Altersklasse U16 deutscher Meister in der Basketballvariante „3 gegen 3“.
Zum Spieljahr 2015/16 schloss sich Bruhnke dem Nachwuchsnetzwerk des Bundesligisten Brose Bamberg an und wurde bei den Regnitztal Baskets in der JBBL sowie ab der Saison 2016/17 beim 1. FC Baunach in der 2. Bundesliga ProA, in der Männermannschaft der Regnitztal Baskets in der 2. Regionalliga und beim TSV Breitengüßbach in der Nachwuchs-Basketball-Bundesliga eingesetzt.
Im Frühjahr 2017 wurde Bruhnke mit weiteren Nachwuchsspielern aus europäischen Ländern zum „Jordan Brand Classic“, einer internationalen Talenteschau, nach New York eingeladen. Im August 2018 nahm er gemeinsam mit anderen Talenten in Belgrad an „Basketball without Borders Europe“, einem von der NBA sowie dem Weltverband FIBA veranstalteten Trainingslager, teil. Ende des Jahres 2018 erlitt er einen Mittelfußbruch und fiel bis zum Ende des Spieljahres 2018/19 aus, in dem er es für Baunach auf zehn Punktspieleinsätze brachte (6,6 Punkte je Begegnung), aber den Klassenerhalt in der 2. Bundesliga ProA verpasste. Im Juni 2019 wurde er wegen eines abermaligen Mittelfußbruches (diesmal war der linke betroffen) operiert.
Im Sommer 2020 wechselte Bruhnke zu Medi Bayreuth in die Bundesliga. Im Sommer 2022 meldete er sich für das NBA-Draftverfahren an, zog seine Anmeldung jedoch später zurück. 2023 stieg er mit den Oberfranken aus der Bundesliga ab. Gemäß den NBA-Regeln wurde er 2023 automatisch für den Draft teilnahmeberechtigt, wurde jedoch nicht ausgewählt. Anschließend nahm Bruhnke ein Angebot des litauischen Vereins Mažeikių M Basket an. In der Saison 2024/25 war er mit einem Durchschnitt von 18,8 Punkten je Begegnung der beste Korbschütze der Mannschaft, ehe er im Januar 2025 zu Türk Telekomspor in die Türkei wechselte. In der türkischen Liga kam er bis zum Ende der Saison 2024/25 in zwölf Spielen zum Einsatz und erzielte im Mittel 2 Punkte.
Während der Sommerpause 2025 unterschrieb Bruhnke einen Vertrag beim BC Rytas in Litauen.

### Nationalmannschaft
2016 und 2017 nahm Bruhnke als Mitglied der deutschen U16-Nationalmannschaften an den Europameisterschaftsturnieren in dieser Altersklasse teil. Im April 2018 gewann er mit der deutschen U18-Nationalmannschaft das Albert-Schweitzer-Turnier. Bei der U18-Europameisterschaft 2018 in Lettland erzielte Bruhnke im Schnitt 6,9 Punkte je Begegnung und wurde mit der deutschen Mannschaft Sechster. Im Sommer 2023 war er Mitglied einer U23-Auswahl des Deutschen Basketball Bunds, die unter der Leitung von Bundestrainer Gordon Herbert an einem internationalen Turnier im kanadischen Toronto antrat. Im Juni 2024 wurde er deutscher A2-Nationalspieler. Im November desselben Jahres berief ihn der neue Bundestrainer Álex Mumbrú in die A-Nationalmannschaft und verschaffe Bruhnke kurz darauf gegen Schweden seinen ersten Länderspieleinsatz.

## Statistiken

### Lietuvos krepšinio lyga

#### Hauptrunde
| Saison  | Team      | GP | MPG  | FG % | 3P % | FT %  | RPG | APG | SPG | BPG | PPG |
| ------- | --------- | -- | ---- | ---- | ---- | ----- | --- | --- | --- | --- | --- |
| 2023–24 | Mažeikiai | 30 | 25.4 | .430 | .288 | 0.808 | 4.0 | 1.8 | 0.7 | 0.7 | 9.5 |

#### PlayOffs
| Saison  | Team      | GP | MPG  | FG % | 3P % | FT %  | RPG | APG | SPG | BPG | PPG |
| ------- | --------- | -- | ---- | ---- | ---- | ----- | --- | --- | --- | --- | --- |
| 2023–24 | Mažeikiai | 1  | 17.0 | .755 | .500 | 0.000 | 1.0 | 0.0 | 0.0 | 0.0 | 7.0 |

Quelle: proballers.com (Stand 29. November 2024)

### Basketball-Bundesliga

#### Hauptrunde
| Saison  | Team     | GP | GS | MPG  | FG % | 3P % | FT %  | RPG | APG | SPG | BPG | PPG |
| ------- | -------- | -- | -- | ---- | ---- | ---- | ----- | --- | --- | --- | --- | --- |
| 2020–21 | Bayreuth | 17 | 2  | 9.7  | .405 | .320 | 0.923 | 1.0 | 0.4 | 0.1 | 0.1 | 2.9 |
| 2021–22 | Bayreuth | 11 | 0  | 15.9 | .615 | .520 | 0.667 | 2.1 | 0.3 | 0.6 | 0.7 | 7.5 |
| 2022–23 | Bayreuth | 33 | 8  | 13.5 | .389 | .365 | 0.684 | 1.7 | 0.6 | 0.2 | 0.3 | 5.2 |

Quelle: basketball-stats.de (Stand: 17. Januar 2024)

## Erfolge und Auszeichnungen

### Als Nationalspieler
- Sieger des Albert-Schweitzer-Turniers 2018

### Auszeichnungen
- All-Star-Team beim Jordan Brand Classic Europa 2017[30]